# رون دين
رون دين (بالإنجليزية: Ron Dean)‏ هو ممثل أمريكي بدأ مسيرته الفنية عام 1976.

## الأعمال
- ريسكي بيزنس
- نادي الإفطار
- لون المال
- فوق القانون
- الهارب
- الغارديان
- فارس الظلام
- فرايجر
- طبعة مبكرة
- إي آر

## وصلات خارجية
- رون دين على موقع IMDb (الإنجليزية)
- رون دين على موقع روتن توميتوز (الإنجليزية)
- رون دين على موقع قاعدة بيانات الفيلم (الإنجليزية)